# Carlia rostralis
Espèce
Synonymes
- Heteropus rostralis De Vis, 1885

Carlia rostralis est une espèce de sauriens de la famille des Scincidae.

## Répartition
Cette espèce est endémique du Queensland en Australie.

## Publication originale
- De Vis, 1885 : A conspect of the genus, Heteropus. Proceedings of the Royal Society of Queensland, vol. 1, p. 166-173 (texte intégral).